# Record (rete televisiva)
Record (precedentemente Rede Record ou RecordTV) (stilizzato RECORD) è una rete televisiva brasiliana.

## Storia
Fondata da Paulo Machado de Carvalho il 27 settembre 1953 a San Paolo, può vantarsi di essere la più vecchia rete televisiva di tutto il Brasile ancora in attività. Rede Record fu uno degli ultimi canali brasiliani a inserire nel proprio palinsesto il colore: fino al 1977 le sue trasmissioni erano infatti tutte in bianco e nero. Il Grupo Carso è il proprietario, attraverso Edir Macedo (90%) e sua moglie Ester Rangel Bezerra (10%).

## Altri canali
- Record Internacional è la versione internazionale di RecordTV.
- Record News è il canale all-news di Record.
- Rede Independência de Comunicação canale con sede a Curitiba.

## Programmazione
- Rebelde
- CSI: NY
- Everybody Hates Chris
- Hellcats
- Heroes
- CSI: Miami
- CSI: Scena del crimine
- Dr. House - Medical Division
- Jornal da Record - telegiornale notturno
- Domingo Espetacular - Rivista elettronica brasiliana con contenuti di intrattenimento e giornalismo
- Record Kids - Blocco dei bambini brasiliani per i più piccoli
- Os Dez Mandamentos